# Hunnestadsmonumentet
Hunnestadsmonumentet var ett vikingatida hednamonument i Hunnestad nära Ystad i Skåne. Det har sedermera röjts och förstörts men delvis återfunnits och bestod ursprungligen av åtta stenar, varav två runstenar och tre bildstenar i ringerikestil. När det var intakt var det onekligen Skånes mäktigaste vikingatida monument.
Återfunna stenar finns sedan 2024 på Statens historiska museum i Stockholm. En av bildstenarna, DR 286, saknas ännu.

## Historia

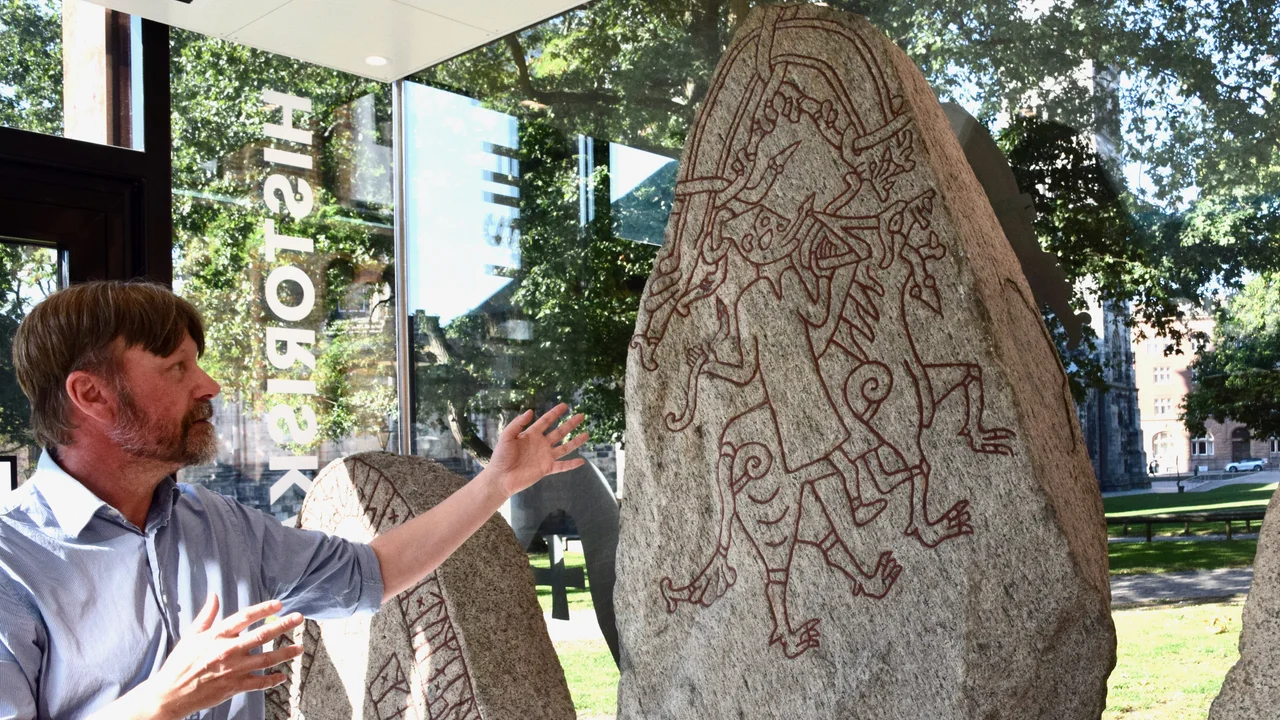
Järnåldersarkeolog Jerry Rosengren med DR 284 under invigningen av den nya utställningen vid Historiska museet.

Monumentet tillkom troligen någon gång mellan 970–1020 e.Kr. under vikingatiden invid det som idag heter Hunnestads byväg, belägen i Hunnestad nära Ystad i riktning mot Skurup.
Monumentet har åtminstone varit känt sedan 1620-talet då det avbildades av Ole Worm inför hans arbete med sitt Monumenta Danica. 1716 var det fortfarande intakt då det avbildades av Magnus Dublar Rönnou. Johan Göransson uteslöt av okänd anledning två av de ristade stenarna i sitt verk Bautil.
1814 fann Nils Henrik Sjöborg monumentet sönderslaget i ett gärde vid Marsvinsholms slott. Bara den mindre runstenen och en bildsten var oskadda. Den större runsten som föreställer en man med yxa har efter hand kompletterats. Ett fragment upptäcktes 1855 cirka 60 meter från den plats där de övriga bitarna hittades.
1874 flyttades de stenar man funnit till en park nära Marsvinsholm för att sedan 1913 flyttas till Runhallen i Lunds universitets Historiska museum. De deponerades ut till Kulturen i Lund 1952–1953. I samband med invigningen av Kulturens utställning Metropolis 1999 flyttades stenarna in på Kulturen.
Två av bildstenarna var försvunna, men en av dem, DR 285, återfanns den 16 december 2020 vid en avloppsgrävning i Hunnestad. Bildstenen hittades vid bron över en bäck i Hunnestad, som en av stenarna i ett gammalt brofundament. Bildstenen som fortfarande saknas eftersöktes senare utan resultat på brons motsatta sida.
Sedan 21 september 2024 är stenarna tillbaka i Historiska museets ägo och står i museets glasentré som en ny utställning.

## DR 282 (Hunnestad-sten 1)
Hunnestad-sten 1, med signum Danmarks runeindskrifter 282 (DR 282), uppvisar ett bildmotiv av en skäggig man klädd i till synes exotiska kläder bärande en långyxa över axeln, möjligen en väring som for i österled. Över denne ligger två krökta runslingor, den ena ovanlagrad den andra.

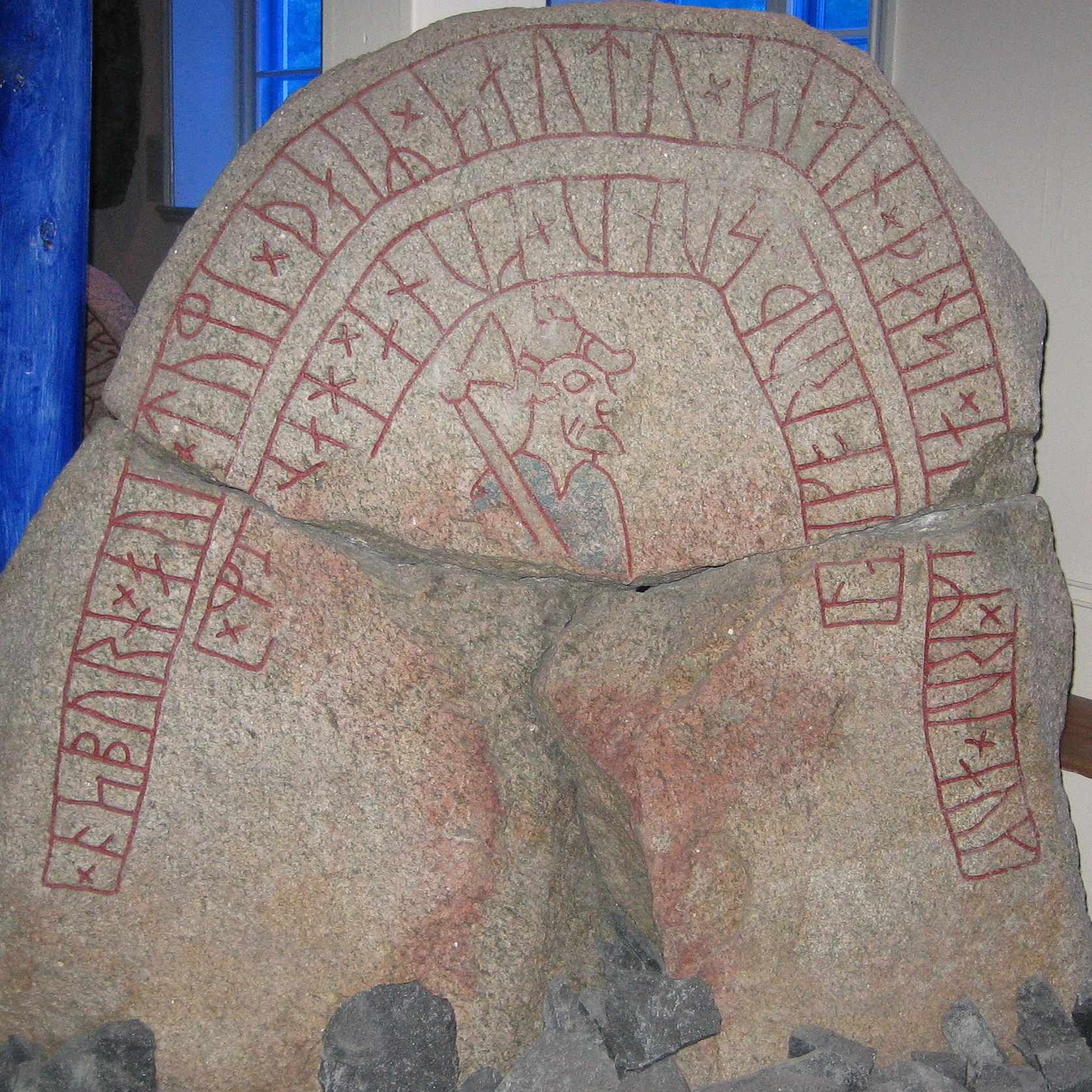
Hunnestad-sten 1 (DR 282) i nuvarande skick.
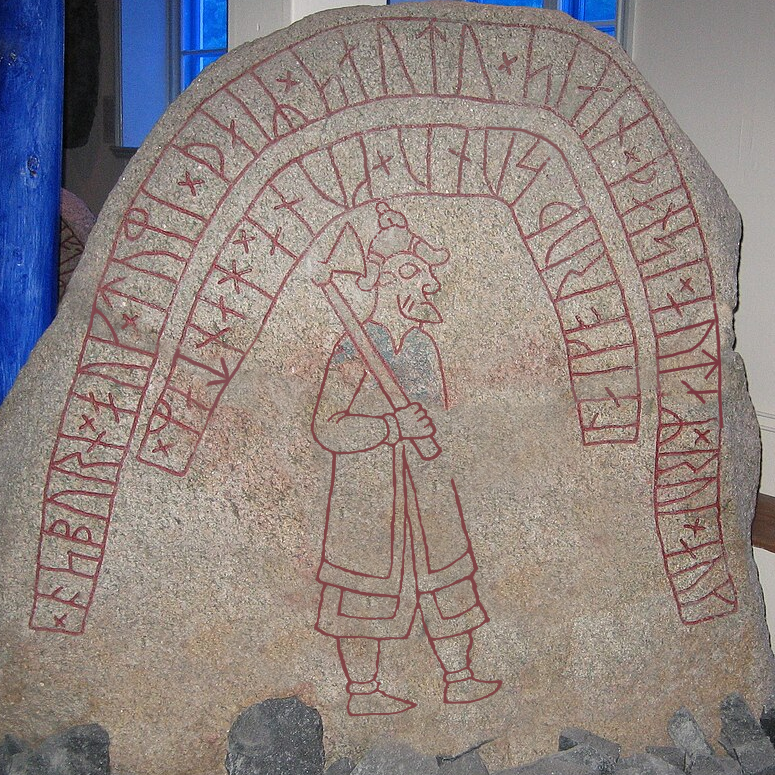
Hunnestad-sten 1 (DR 282) i originalskick (enkel artificiell återskapning).

Runinskriften
Translitterering av runraden:
× osburn × (a)u(k) × tumi × þaiʀ × sautu × stain × þansi × a(f)[t]iʀ × rui × auk × ¶ laikfruþ × sunu × kuna × han[t]aʀ ×
Normalisering till rundanska:
Æsbiorn ok Tomi þeʀ sattu sten þænsi æftiʀ Roi ok Lekfrøþ, sunu Gunna Handaʀ.
Översättning till nusvenska:
Åsbjörn och Tumme de satte denna sten efter Roe och Lekfröd, söner till Gunne Hand.

## DR 283 (Hunnestad-sten 2)
Hunnestad-sten 2, med signum Danmarks runeindskrifter 283 (DR 283), uppvisar enkelt motiv av en runslinga längs kanten med ett avbrutet extrastycke under höger ände. I mitten sitter ett flätat kors.

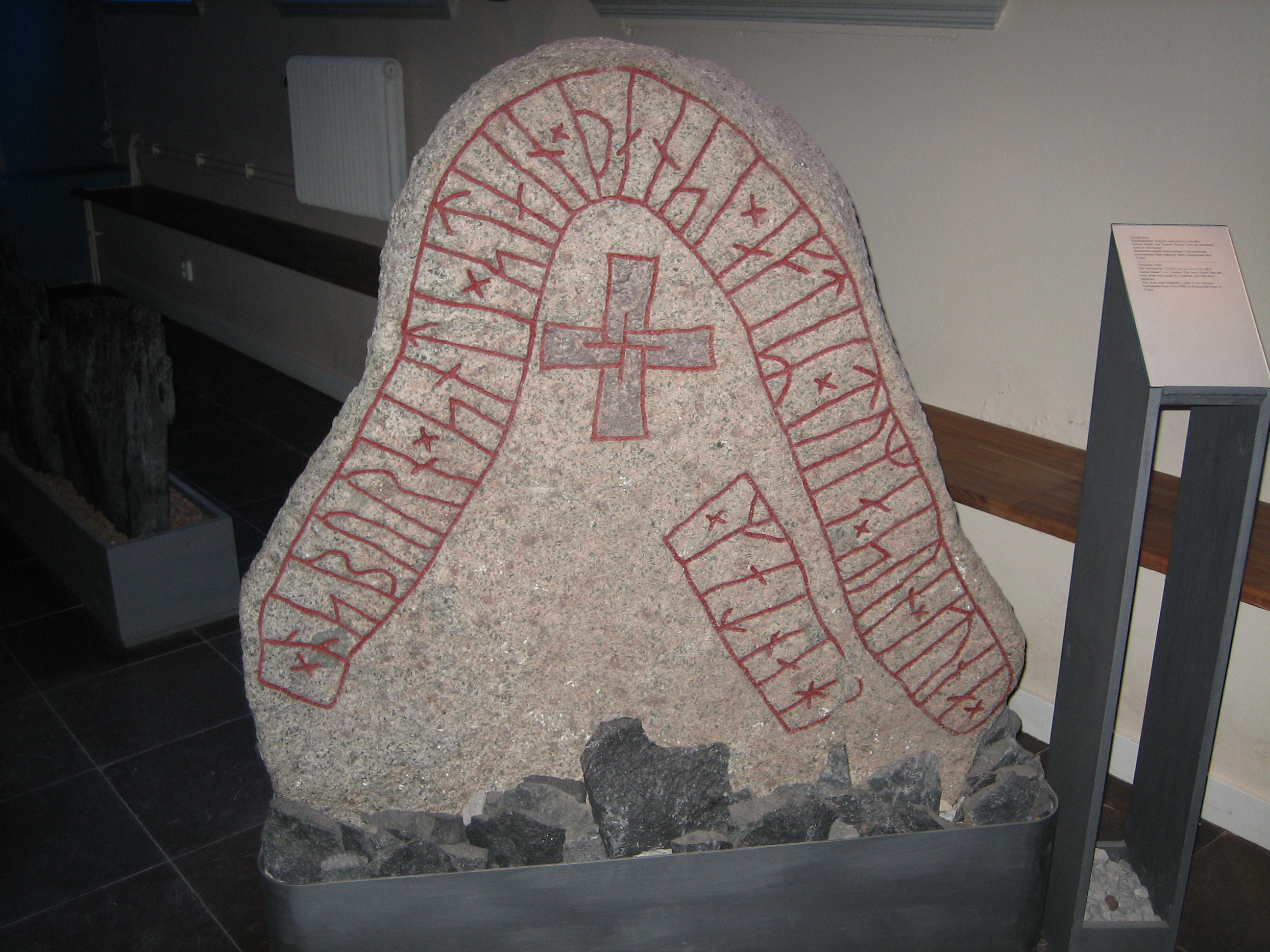
Hunnestad-sten 2 (DR 283)

Runinskriften
Translitterering av runraden:
× osburn × snti × stain × þansi × aftiʀ × tuma × sun × kuna × ¶ hantaʀ ×
Normalisering till rundanska:
Æsbiorn satti sten þænsi æftiʀ Toma, sun Gunna Handaʀ.
Översättning till nusvenska:
Åsbjörn satte denna sten efter Tumme, son till Gunne Hand.

## DR 284 (Hunnestad-sten 3)
Hunnestad-sten 3, med signum Danmarks runeindskrifter 284 (DR 284) trots saknad runinskrift, är en bildsten i ringerikestil som avbildar en person med långt knutet hår och en orm som tunga ridande på en varg med ormar som tygel. Ovan ligger en till synes tom runslinga dekorerad som en kort tjock drake.

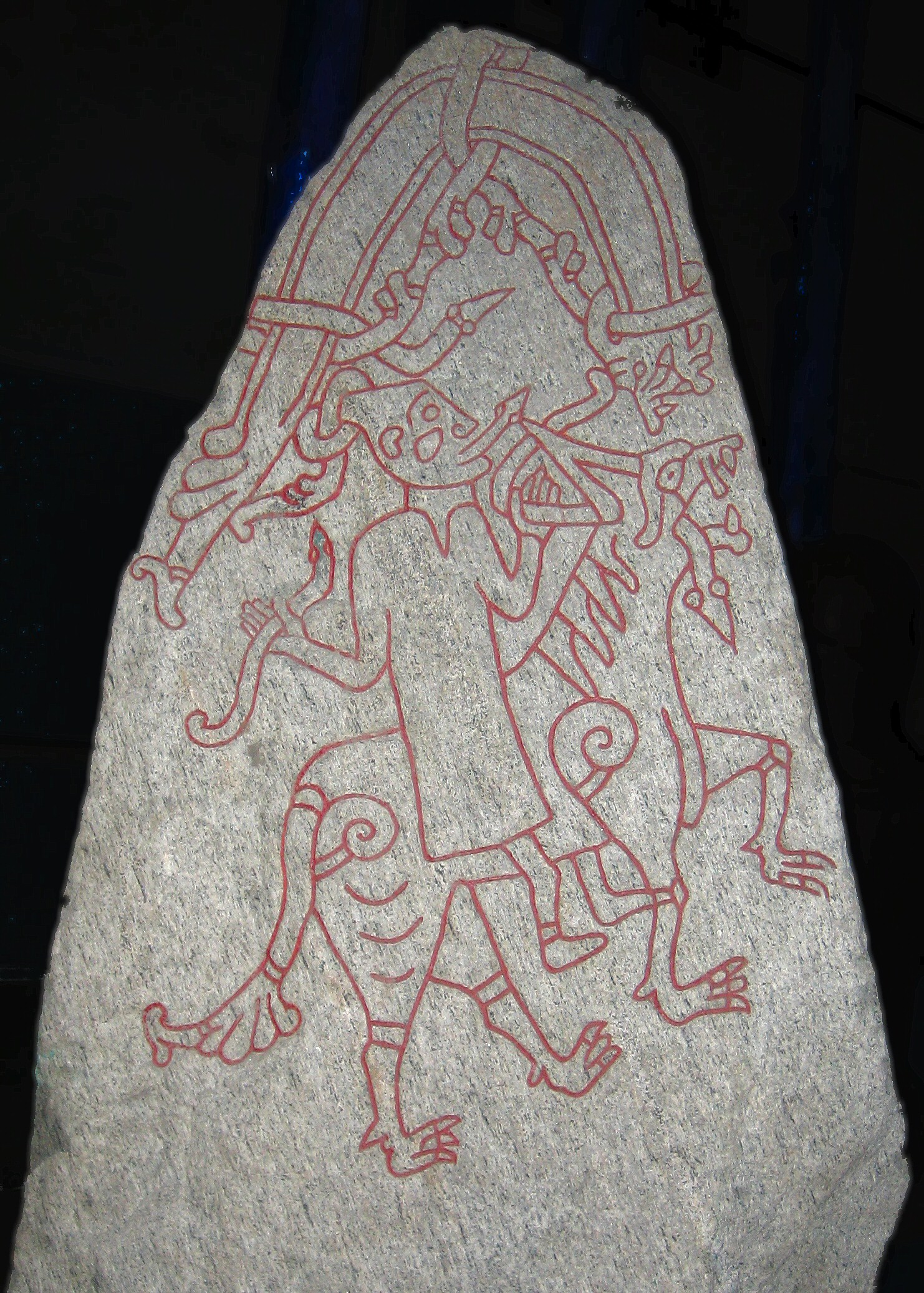
Hunnestad-sten 3 (DR 284)

Motivet har av många tolkats som den mytiska trollkunniga jättinnan Hyrrokkin ur den nordiska mytologin. Hon är en jättinna i Jotunheim som dyker upp i Snorres Edda i samband med Balders död. När gudarna inte lyckas skjuta ut Balders dödsskepp Ringhorne i havet tillkallas Hyrrokkin som då kommer ridande på en varg med en huggorm som tygel. Hon skjuter med en gång ut skeppet, så att landet skälver.

## DR 285 (Hunnestad-sten 4)
Hunnestad-sten 4, med signum Danmarks runeindskrifter 285 (DR 285) trots saknad runinskrift, är en bildsten i ringerikestil som avbildar ett större djur, vid första anblick ett hjortliknande djur med grenhorn och hästman men vid närmare syn även huggtänder och klor.

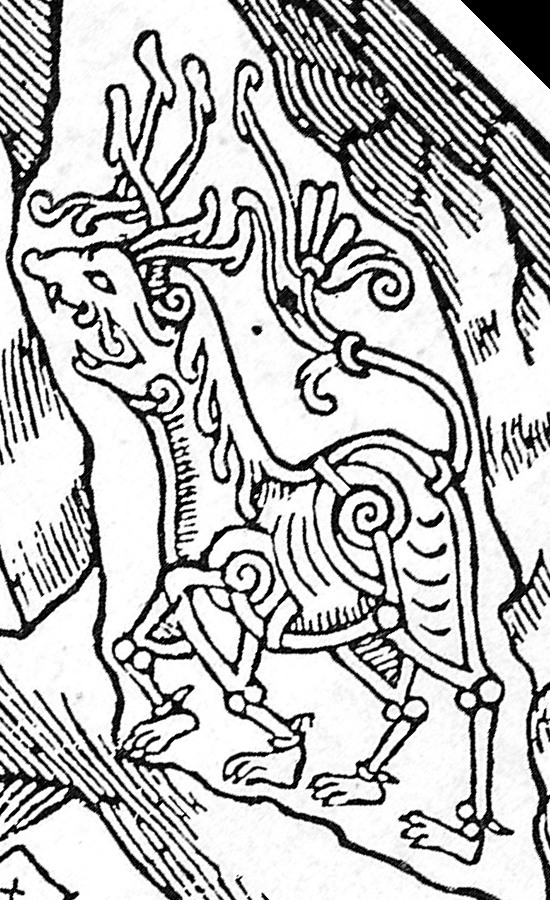
Hunnestad-sten 4 (DR 285)
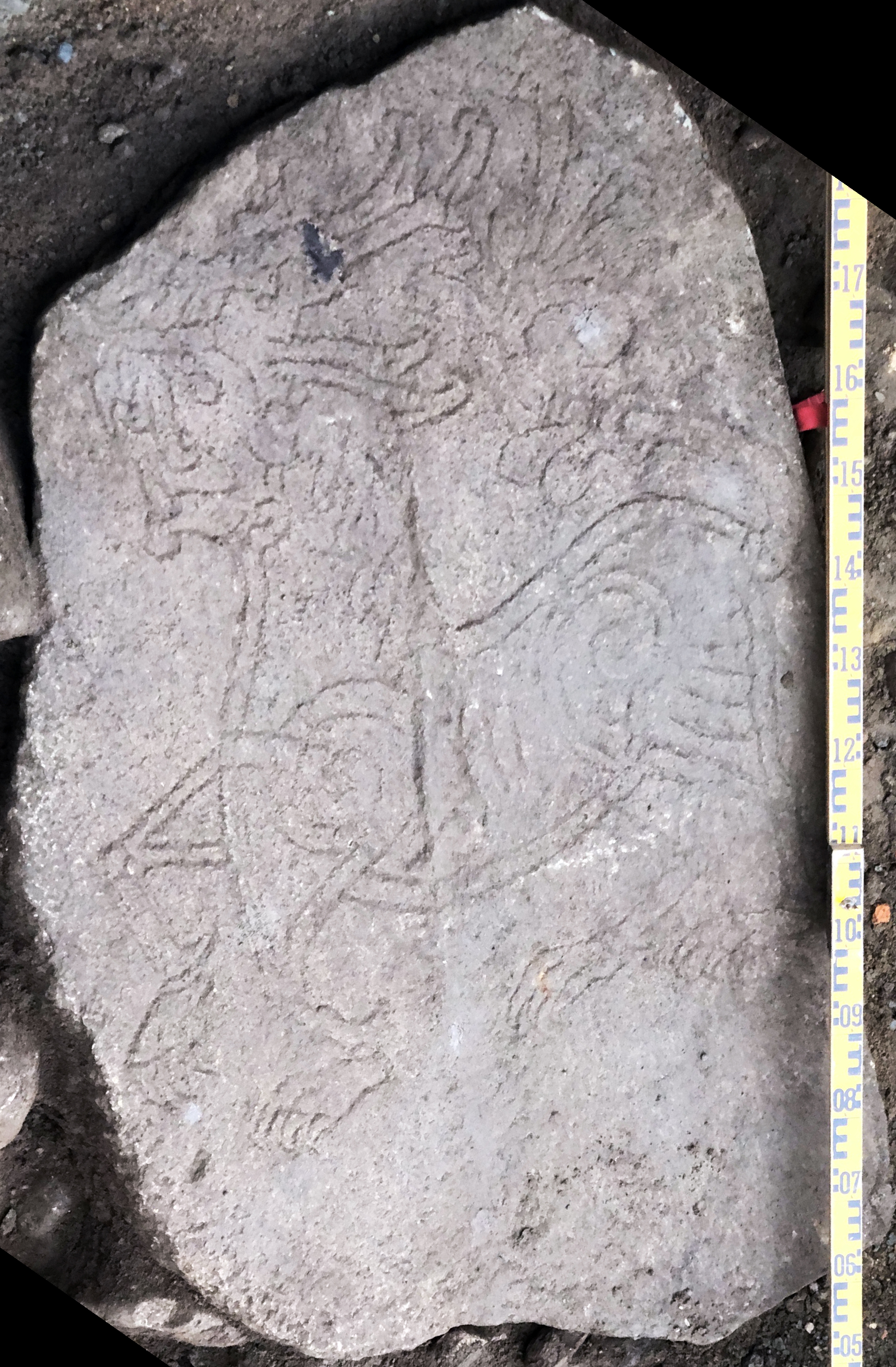
DR 285 vid återfinnandet 2020.

DR 285, tillsammans med DR 286, var länge försvunnen men återfanns den 16 december 2020 vid en avloppsgrävning i Hunnestad. Stenen låg vid bron över en bäck i Hunnestad som en av stenarna i ett gammalt brofundament.
År 2024 utförde Lunds universitet en färgspårsanalys med pXRF (portable X-ray Florescence) av bildsten DR 285 men fann inga ordentliga resultat av färgläggning på stenen.

## DR 286 (Hunnestad-sten 5)
Hunnestad-sten 5, med signum Danmarks runeindskrifter 286 (DR 286) trots saknad runinskrift, är en bildsten i ringerikestil som avbildar möjligen ett lejon eller en varg, med gapet mot en ansiktsmask eller sammanflätad krans.

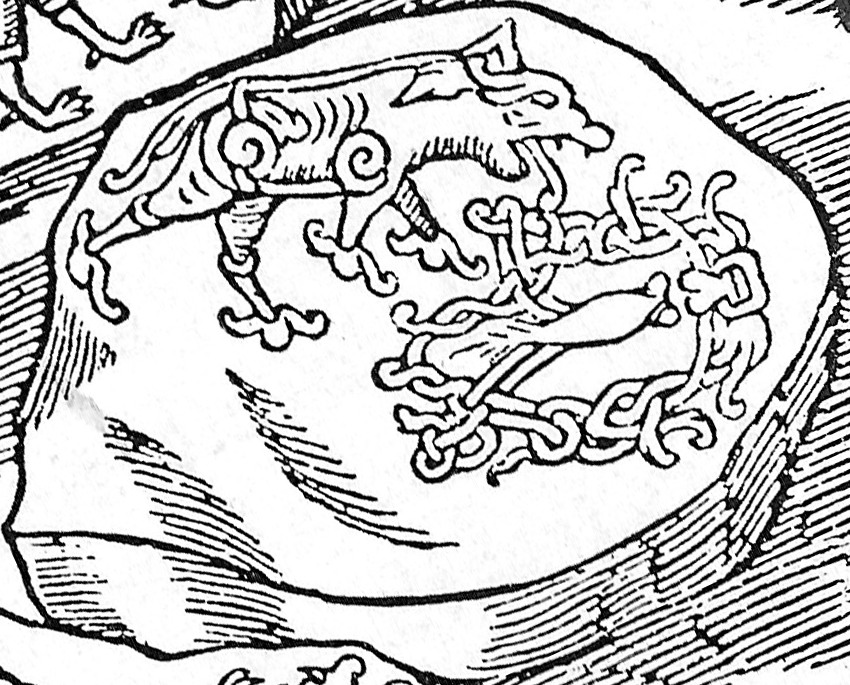
Hunnestad-sten 5 (DR 286)

Möjligen är det ett Ragnaröksmotiv med framställningen av solen som slukas av Fenrisulven. En äldre tolkning är att det är fjättern Gleipner som skildrades med flätor.